# زندان برایدول

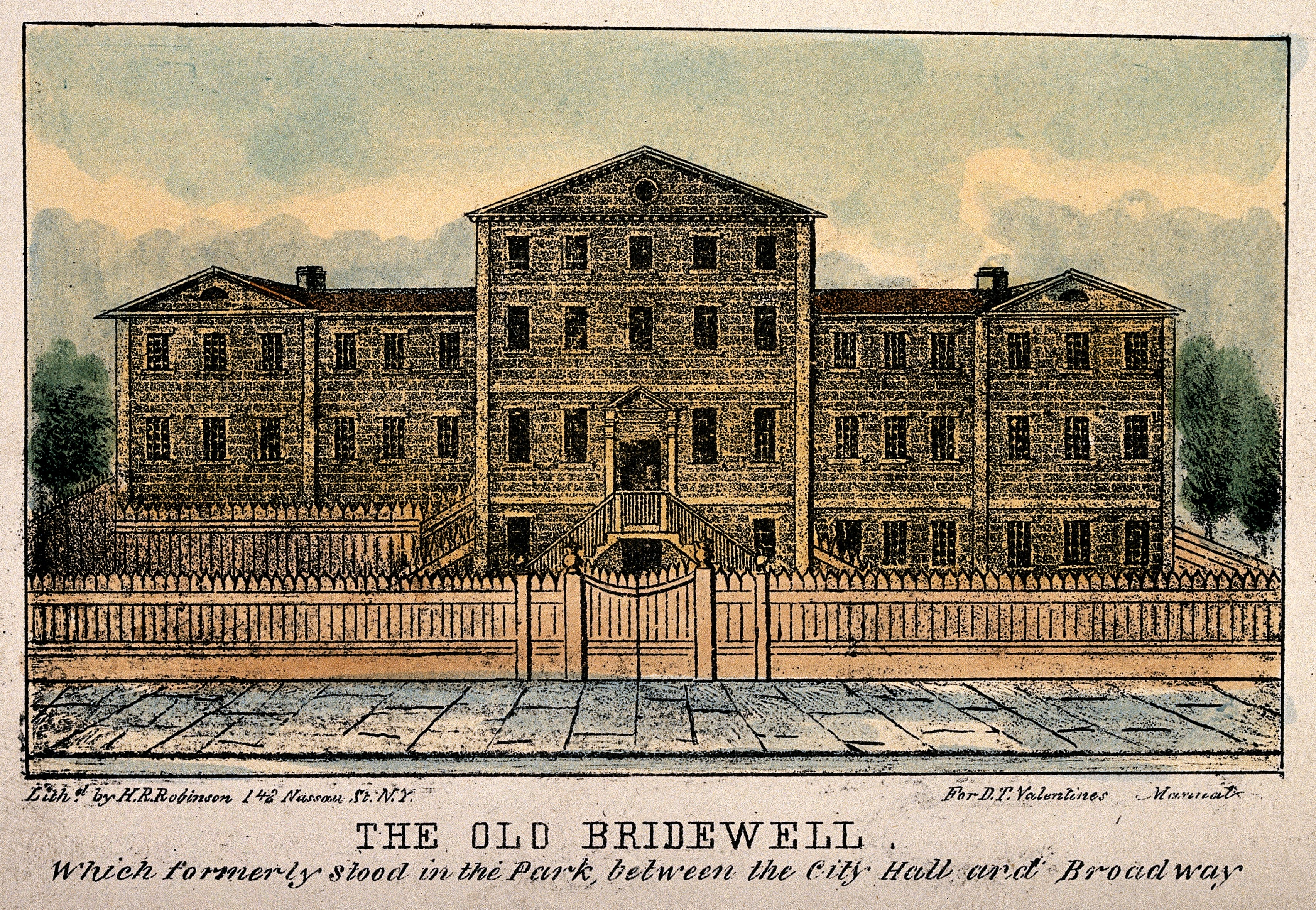
برایدول، که در میان پارک و بین سیت‌هال و برادوی قرار گرفته بود.

برایدول یک زندان شهری در نیویورک سیتی بود که در سال ۱۷۶۸ ساخته شده و در جایی قرار داشت که امروزه سیتی‌هال پارک در منهتن قرار دارد.
براساس فرهنگ لغت انگلیسی آکسفورد، برایدول در زبان انگلیسی نامی رایج برای جایی است که زندانیان در آن نگاه داشته می‌شوند یا کارگاه‌هایی که در ان محبوس هستند. این نام بر تعدادی از زندان‌های ساخته شده در مستعمرات سیزده‌گانه گذاشته شده بود.
ساخت برایدول در سال ۱۷۶۸ آغاز شد اما تکمیل آن تا پس از جنگ انقلاب آمریکا به طول انجامید. با این حال انگلیسی‌ها اسرای آزادی‌خواه آمریکایی را در همان ساختمان نیمه‌کارهٔ برایدول نگاه می‌داشتند. این بنا تا زمانی که توسط ساختمان تامبس (نام مستعار مجموعه زندان منهتن) در ۱۸۳۸ جایگزین شد، پابرجا بود. برخی سنگ‌های استفاده شده در ساختمان تامبس از ساختمان برایدول آورده شده بود.